# Cuervea crenulata
Cuervea crenulata là một loài thực vật có hoa trong họ Dây gối. Loài này được Mennega mô tả khoa học đầu tiên năm 1985.